# Нагороди ФІФА для найкращих 2021
6-та церемонія вручення нагород премії «The Best FIFA Football Awards»

17 січня 2022
Найкращий футболіст світу: 
 Роберт Левандовський

Найкраща футболістка світу: 
  Алексія Путельяс

Найкращий воротар світу: 
 Едуар Менді

Найкраща воротарка світу: 
 Крістіане Ендлер

Найкращий тренер світу: 
 Томас Тухель

Найкращий тренер жіночих команд світу: 
 Емма Гейс

Нагорода імені Ференца Пушкаша: 
 Ерік Ламела

< 2020 Церемонії вручення 2022 >
Нагороди ФІФА для найкращих 2021 (англ. The Best FIFA Football Awards 2021) — шоста щорічна церемонія вручення нагороди найкращим футболістам і тренерам, яка вручається керівним органом ФІФА. Відбулася 17 січня 2021 року в онлайн-режимі через пандемію COVID-19.

## Переможці та номінанти

### Найкращий футболіст світу
| Ранг           | Гравець              | Клуб                          | Національність | Голоси (%) |
| -------------- | -------------------- | ----------------------------- | -------------- | ---------- |
| 1              | Роберт Левандовський | «Баварія» (Мюнхен)            | Польща         | 48         |
| 2              | Ліонель Мессі        | «Барселона» «Парі Сен-Жермен» | Аргентина      | 44         |
| 3              | Мохаммед Салах       | «Ліверпуль»                   | Єгипет         | 39         |
| Інші кандидати |                      |                               |                |            |
| 4              | Карім Бензема        | «Реал Мадрид»                 | Франція        | 30         |
| 5              | Н'Голо Канте         | «Челсі»                       | Франція        | 24         |
| 5              | Жоржиньйо            | «Челсі»                       | Італія         | 24         |
| 7              | Кріштіану Роналду    | «Ювентус» «Манчестер Юнайтед» | Португалія     | 23         |
| 8              | Кіліан Мбаппе        | «Парі Сен-Жермен»             | Франція        | 16         |
| 9              | Кевін Де Брейне      | «Манчестер Сіті»              | Бельгія        | 11         |
| 10             | Неймар               | «Парі Сен-Жермен»             | Бразилія       | 10         |
| 11             | Ерлінг Браут Голанд  | «Боруссія» (Дортмунд)         | Норвегія       | 7          |

### Найкращий воротар світу
| Ранг           | Воротар               | Клуб                      | Національність | Очки |
| -------------- | --------------------- | ------------------------- | -------------- | ---- |
| 1              | Едуар Менді           | «Челсі»                   | Сенегал        | 24   |
| 2              | Джанлуїджі Доннарумма | «Мілан» «Парі Сен-Жермен» | Італія         | 24   |
| 3              | Мануель Ноєр          | «Баварія»                 | Німеччина      | 12   |
| Інші кандидати |                       |                           |                |      |
| 4              | Алісон                | «Ліверпуль»               | Бразилія       | 8    |
| 5              | Каспер Шмейхель       | «Лестер Сіті»             | Данія          | 4    |

- Менді виграв на основі більшої кількості голосів капітанів збірних

### Найкращий тренер світу
| Ранг           | Тренер          | Команда                      | Голоси (%) |
| -------------- | --------------- | ---------------------------- | ---------- |
| 1              | Томас Тухель    | «Челсі»                      | 28         |
| 2              | Роберто Манчіні | Італія                       | 15         |
| 3              | Пеп Гвардіола   | «Манчестер Сіті»             | 14         |
| Інші кандидати |                 |                              |            |
| 4              | Ліонель Скалоні | Аргентина                    | 7          |
| 5              | Ганс-Дітер Флік | «Баварія» (Мюнхен) Німеччина | 6          |
| 6              | Дієго Сімеоне   | «Атлетіко»                   | 1          |
| 6              | Антоніо Конте   | «Інтернаціонале»             | 1          |

### Найкраща футболістка світу
| №              | Гравець             | Клуб               | Національність | Голоси (%) |
| -------------- | ------------------- | ------------------ | -------------- | ---------- |
| 1              | Алексія Путельяс    | «Барселона»        | Іспанія        | 52         |
| 2              | Сем Керр            | «Челсі»            | Австралія      | 38         |
| 3              | Дженніфер Ермосо    | «Барселона»        | Іспанія        | 33         |
| Інші кандидати |                     |                    |                |            |
| 4              | Вівіанне Мідема     | «Арсенал»          | Нідерланди     | 30         |
| 5              | Крістін Сінклер     | «Портленд Торнс»   | Канада         | 28         |
| 6              | Айтана Бонматі      | «Барселона»        | Іспанія        | 26         |
| 7              | Люсі Бронз          | «Манчестер Сіті»   | Англія         | 16         |
| 8              | Магдалена Ерікссон  | «Челсі»            | Швеція         | 15         |
| 9              | Каролін Грем Хансен | «Барселона»        | Норвегія       | 12         |
| 10             | Пернілле Хардер     | «Челсі»            | Данія          | 10         |
| 11             | Еллен Вайт          | «Манчестер Сіті»   | Англія         | 9          |
| 12             | Стіна Блакстеніус   | «Хеккен» «Арсенал» | Швеція         | 5          |
| 13             | Чі Союн             | «Челсі»            | Південна Корея | 4          |

### Найкраща воротарка світу
| №              | Гравець           | Клуб                          | Національність | Очки |
| -------------- | ----------------- | ----------------------------- | -------------- | ---- |
| 1              | Крістіане Ендлер  | «Парі Сен-Жермен» «Ліон»      | Чилі           | 26   |
| 2              | Стефані Лаббе     | «Русенгорд» «Парі Сен-Жермен» | Канада         | 20   |
| 3              | Анн-Катрін Бергер | «Челсі»                       | Німеччина      | 14   |
| Інші кандидати |                   |                               |                |      |
| 4              | Гедвіг Ліндаль    | «Атлетіко» (Мадрид)           | Швеція         | 7    |
| 5              | Алісса Негер      | «Чикаго Ред Старз»            | США            | 5    |

### Найкращий тренер жіночих команд світу
| №              | Тренер           | Команда             | Голоси (%) |
| -------------- | ---------------- | ------------------- | ---------- |
| 1              | Емма Гейс        | «Челсі»             | 22         |
| 2              | Луїс Кортес      | «Барселона» Україна | 19         |
| 3              | Саріна Вігман    | Нідерланди Англія   | 14         |
| Інші кандидати |                  |                     |            |
| 4              | Беверлі Прістмен | Канада              | 13         |
| 5              | Хеге Ріїзе       | Швеція              | 4          |

### Нагорода імені Ференца Пушкаша
| Місец | Гравець      | Матч                        | Змагання                             | Дата            | Очко |
| ----- | ------------ | --------------------------- | ------------------------------------ | --------------- | ---- |
| 1     | Ерік Ламела  | Арсенал – Тоттенгем Готспур | Чемпіонат Англії з футболу 2020—2021 | 14 березня 2021 | 22   |
| 2     | Мехді Таремі | Челсі – Порту               | Ліга чемпіонів УЄФА 2020—2021        | 13 квітня 2021  | 21   |
| 3     | Патрік Шик   | Шотландія – Чехія           | Євро 2020                            | 14 червня 2021  | 21   |

### Нагорода вболівальників
| Місце | Фанати                           | Матч              | Змагання  | Дата           | Голоси  |
| ----- | -------------------------------- | ----------------- | --------- | -------------- | ------- |
| 1     | Вболівальники Данії та Фінляндії | Данія – Фінляндія | Євро 2020 | 12 червня 2021 | 107,565 |
| 2     | Імоген Папворс-Гайдель           | N/A               | N/A       | N/A            | 77,887  |
| 3     | Вболівальники Німеччини          | N/A               | N/A       | N/A            | 70,229  |

### Премія за чесну гру Fair Play
| Переможець                        | Причина                                                                          |
| --------------------------------- | -------------------------------------------------------------------------------- |
| Збірна Данії та медичний персонал | Надано першу допомогу Крістіану Еріксену, у якого зупинилося серце під час матчу |

### Збірна футболістів ФІФА
| Назва                 | Клуб(и)                       |
| Воротар               | Воротар                       |
| --------------------- | ----------------------------- |
| Джанлуїджі Доннарумма | «Мілан» «Парі Сен-Жермен»     |
| Захисники             |                               |
| Рубен Діаш            | «Манчестер Сіті»              |
| Леонардо Бонуччі      | «Ювентус»                     |
| Давід Алаба           | «Баварія» «Реал Мадрид»       |
| Півзахисники          |                               |
| Н'Голо Канте          | «Челсі»                       |
| Жоржиньйо             | «Челсі»                       |
| Кевін Де Брейне       | «Манчестер Сіті»              |
| Нападники             |                               |
| Ліонель Мессі         | «Барселона» «Парі Сен-Жермен» |
| Ерлінг Голанд         | «Боруссія» (Д)                |
| Роберт Левандовський  | «Баварія»                     |
| Кріштіану Роналду     | «Ювентус» «Манчестер Юнайтед» |

### Збірна футболісток ФІФА
| Назва              | Клуб(и)                           |
| Воротарка          | Воротарка                         |
| ------------------ | --------------------------------- |
| Крістіане Ендлер   | «Парі Сен-Жермен» «Ліон»          |
| Захисниці          |                                   |
| Міллі Брайт        | «Челсі»                           |
| Люсі Бронз         | «Манчестер Сіті»                  |
| Магдалена Ерікссон | «Челсі»                           |
| Венді Ренар        | «Ліон»                            |
| Півзахисниці       |                                   |
| Естефанія Баніні   | «Леванте» «Атлетіко»              |
| Барбара Бонансеа   | «Ювентус»                         |
| Карлі Ллойд        | «Скай Блю»                        |
| Нападниці          |                                   |
| Марта              | «Орландо Прайд»                   |
| Вівіанне Мідема    | «Арсенал»                         |
| Алекс Морган       | Тоттенгем Готспур «Орландо Прайд» |